# Colin Kaepernick
Colin Rand Kaepernick (3 de novembro de 1987, Milwaukee) é um ativista de direitos civis e jogador de futebol americano que atuava na posição de quarterback na National Football League. Ele jogou futebol americano na Universidade de Nevada. 

## Biografia
No Draft de 2011, ele foi selecionado pelo San Francisco 49ers na segunda rodada na 36ª escolha. Kaepernick começou sua carreira profissional com os 49ers em seu segundo ano na liga, depois que o QB titular, Alex Smith, se lesionou. No meio da temporada de 2012, Kaepernick tornou-se o principal quarterback do time, conseguindo avançar para os playoffs da NFL. Ele estabeleceu um recorde da liga em jardas corridas (181) em um único jogo por um quarterback, sendo que nenhum outro conseguiu esse número em playoffs ou em temporada regular.
Kaepernick foi o terceiro jogador com menos jogos na temporada regular (7) a chegar nas finais. Ele liderou o San Francisco 49ers em 2012 na campanha dos playoffs até o Super Bowl XLVII, mas perdeu o grande jogo.
Em 2016, Kaepernick ganhou atenção nacional quando começou a protestar antes de cada jogo, não prestando homenagem durante a execução do hino nacional dos Estados Unidos, preferindo ficar sentado ou ajoelhado na lateral do campo. Segundo ele, seus protestos eram motivados contra desigualdade e brutalidade racial que, segundo ele, assolam o país. Suas ações geraram uma série de respostas de atletas, políticos, jornalistas e do público, com muitos o apoiando (incluindo outros jogadores e ativistas) e outros afirmando que ele desrespeitava a bandeira e a honra da nação. Kaepernick acabou não encontrando um time para jogar na temporada de 2017 e muitos fãs e analistas afirmaram que isso se deve a controvérsia dos seus protestos, enquanto seus críticos dizem que ele não era contratado pois seus números em campo não eram tão bons. Suas ações acabaram gerando muita controvérsia e debates nos Estados Unidos a respeito de liberdade de expressão e racismo.
Kaepernick fundou, em 2016, a organização "Know Your Rights Camp", cujo propósito é o empoderamento social e o ensino de história e direitos fundamentais a jovens negros norte-americanos. Em abril de 2020, a organização lançou um fundo para indivíduos impactados pela Pandemia de COVID-19 , o próprio Colin Kaepernick doou 100.000 dólares para o fundo.
Em 2018, Kaepernick assinou com a empresa Nike para sua campanha de celebração do 30º aniversário da propaganda com o slogan Just Do It, atrelando assim seu nome a marca. A decisão não veio sem controvérsia, com vários movimentos conservadores, que não concordam com os protestos que Colin Kaepernick fazia durante o hino nacional americano, pedindo um boicote à Nike. A campanha publicitária a qual nasceu de tal parceria, com o slogan "Acredite em algo, mesmo que isso signifique sacrificar tudo", foi ganhadora do Emmy para Melhor Campanha Comercial e até mesmo conquistou declarações da porta-voz da NFL, Jocelyn Moore, a qual afirmou que as questões sociais levantadas por Kaepernick "(...) merecem nossa atenção e nossas ações". Em julho de 2019, a Nike liberou uma edição especial do tênis Airmax 1 para as celebrações do 4 de Julho, Dia da Independência dos EUA, cujo design mostrava a Bandeira Betsy Ross, da época das 13 Colônias dos EUA. Entretanto, o lançamento do tênis foi cancelado após críticas de Kaepernick e de outros ativistas, que consideram tal bandeira como um símbolo racista, devido a sua associação com o passado escravagista do país e seu uso por movimentos supremacistas norte-americanos. Tal decisão foi amplamente criticada por personagens conservadores do país, como o apresentador da MSNBC Joe Scarborough, o escritor da Forbes Charles Taylor, o político republicano governador do Arizona Doug Ducey e o senador republicano Ted Cruz, os quais classificam tal decisão como uma "loucura politicamente correta", e afirmam que a bandeira é um símbolo nacional o qual faz parte da história do país e da luta contra o domínio britânico. A empresa chegou a perder incentivos fiscais no Arizona pelo episódio.

## Vida pessoal
Ele foi batizado em uma igreja metodista, confirmado em uma igreja luterana e frequentou uma igreja batista durante seus estudos universitários.

## Estatística
| Ano   | Time  | Jogos | Jogos | Passando | Passando | Passando | Passando | Passando | Passando | Passando | Passando | Correndo | Correndo | Correndo | Correndo | Sackado | Sackado | Fumbles | Fumbles  |
| Ano   | Time  | J     | JT    | Comp     | Ten      | Pct      | Jardas   | Média    | TD       | Int      | Rtg      | Ten      | Jardas   | Média    | TD       | Sacks   | Jardas  | Fum     | Perdidos |
| ----- | ----- | ----- | ----- | -------- | -------- | -------- | -------- | -------- | -------- | -------- | -------- | -------- | -------- | -------- | -------- | ------- | ------- | ------- | -------- |
| 2011  | SF    | 3     | 0     | 3        | 5        | 60%      | 35       | 7,0      | 0        | 0        | 81.2     | 2        | −2       | −1.0     | 0        | 0       | 0       | 0       | 0        |
| 2012  | SF    | 13    | 7     | 136      | 218      | 62,4%    | 1 814    | 8,3      | 10       | 3        | 98.3     | 63       | 415      | 6,6      | 5        | 16      | 112     | 9       | 2        |
| 2013  | SF    | 16    | 16    | 243      | 416      | 58,4%    | 3 197    | 7,7      | 21       | 8        | 91,6     | 92       | 524      | 5,7      | 4        | 39      | 231     | 6       | 4        |
| 2014  | SF    | 16    | 16    | 289      | 478      | 60,5%    | 3 369    | 7,0      | 19       | 10       | 86,4     | 104      | 639      | 6,1      | 1        | 52      | 344     | 8       | 5        |
| 2015  | SF    | 9     | 8     | 144      | 244      | 59%      | 1 615    | 6,6      | 6        | 5        | 78,5     | 45       | 256      | 5,7      | 1        | 28      | 166     | 5       | 1        |
| 2016  | SF    | 12    | 11    | 196      | 331      | 59,2%    | 2 241    | 6.8      | 16       | 4        | 90,7     | 69       | 468      | 6,8      | 2        | 36      | 207     | 9       | 3        |
| Total | Total | 69    | 58    | 1 011    | 1 692    | 59,8%    | 12 271   | 7,3      | 72       | 30       | 88,9     | 375      | 2 300    | 6,1      | 13       | 171     | 1 060   | 37      | 15       |